# اريك فيشر
اريك فيشر (28 يوليو 1924 - 19 يونيو 1996) (بالإنجليزية: Eric Fisher)‏ هو لاعب كريكت نيوزلندي. شارك مع منتخب نيوزيلندا الوطني للكريكت.

## وصلات خارجية
- اريك فيشر على موقع إي آس بي آن كريك إنفو (الإنجليزية)